# Haut conseiller du président des États-Unis
Ne doit pas être confondu avec Conseiller du président des États-Unis.
Le conseiller senior du président des États-Unis (en anglais : Senior Advisor to the President of the United States), parfois traduit en conseiller spécial du président des États-Unis, est un titre attribué à un ou à plusieurs assistants du président des États-Unis, également membres du Bureau exécutif du président des États-Unis. Ce titre, distinct de celui de conseiller du président des États-Unis, est formellement utilisé depuis 1993.
Massad Boulos est l'actuel détenteur du titre auprès de Donald Trump, 45e et 47e président des États-Unis. 
Parmi les personnalités notables occupant le poste se trouvent Rahm Emanuel, futur maire de Chicago (2011-2019), qui est conseiller senior pour Bill Clinton entre 1993 et 1998, George Stephanopoulos, conseiller senior de 1993 à 1996 et travaillant de nos jours dans l'information télévisée, ainsi qu'Elon Musk, entrepreneur, chef d'entreprise et dirigeant du département de l'Efficacité gouvernementale en 2025. 

## Liste
| Haut conseiller | Haut conseiller        | Haut conseiller                           | Mandat                                                      | Parti       | Président                  |
| --------------- | ---------------------- | ----------------------------------------- | ----------------------------------------------------------- | ----------- | -------------------------- |
|                 | Rahm Emanuel           | Rahm Emanuel (né en 1959)                 | 20 janvier 1993 – 7 novembre 1998                           | Démocrate   | Bill Clinton (1993-2001)   |
|                 | George Stephanopoulos  | George Stephanopoulos (né en 1961)        | 7 juin 1993 – 10 décembre 1996                              | Démocrate   | Bill Clinton (1993-2001)   |
|                 | Sidney Blumenthal      | Sidney Blumenthal (né en 1948)            | 19 août 1997 – 20 janvier 2001                              | Démocrate   | Bill Clinton (1993-2001)   |
|                 |                        | Doug Sosnik (en) (né en 1959)             | 7 novembre 1998 – 20 janvier 2001                           | Démocrate   | Bill Clinton (1993-2001)   |
|                 |                        | Joel Johnson (en) (né en 1961)            | 20 mai 1999 – 20 janvier 2001                               | Démocrate   | Bill Clinton (1993-2001)   |
|                 | Karl Rove              | Karl Rove (né en 1950)                    | 20 janvier 2001 – 31 août 2007                              | Républicain | George W. Bush (2001-2009) |
|                 | Barry Steven Jackson   | Barry Steven Jackson (en) (né en 1960)    | 1er septembre 2007 – 20 janvier 2009                        | Républicain | George W. Bush (2001-2009) |
|                 | Valerie Jarrett        | Valerie Jarrett (née en 1956)             | 20 janvier 2009 – 20 janvier 2017                           | Démocrate   | Barack Obama (2009-2017)   |
|                 | Pete Rouse             | Pete Rouse (né en 1946)                   | 20 janvier 2009 – 1er octobre 2010                          | Démocrate   | Barack Obama (2009-2017)   |
|                 | David Axelrod          | David Axelrod (né en 1955)                | 20 janvier 2009 – 10 janvier 2011                           | Démocrate   | Barack Obama (2009-2017)   |
|                 | David Plouffe          | David Plouffe (né en 1967)                | 10 janvier 2011 – 25 janvier 2013                           | Démocrate   | Barack Obama (2009-2017)   |
|                 | Daniel Pfeiffer        | Daniel Pfeiffer (en) (né en 1975)         | 25 janvier 2013 – 6 mars 2015                               | Démocrate   | Barack Obama (2009-2017)   |
|                 | Brian Deese            | Brian Deese (en) (né en 1978)             | 13 février 2015 – 20 janvier 2017                           | Démocrate   | Barack Obama (2009-2017)   |
|                 | Shailagh Murray        | Shailagh Murray (en) (née en 1965)        | 3 avril 2015 – 20 janvier 2017                              | Démocrate   | Barack Obama (2009-2017)   |
|                 | Jared Kushner          | Jared Kushner (né en 1981)                | 20 janvier 2017 – 20 janvier 2021                           | Républicain | Donald Trump (2017-2021)   |
|                 | Stephen Miller         | Stephen Miller (né en 1985)               | 20 janvier 2017 – 20 janvier 2021                           | Républicain | Donald Trump (2017-2021)   |
|                 | Ivanka Trump           | Ivanka Trump (née en 1981)                | 29 mars 2017 – 20 janvier 2021                              | Républicain | Donald Trump (2017-2021)   |
|                 | Kevin Hassett          | Kevin Hassett (en) (né en 1962)           | 15 avril – 1er juillet 2020                                 | Républicain | Donald Trump (2017-2021)   |
|                 | Eric Herschmann        | Eric Herschmann (en) (né en 1962)         | 3 août 2020 – 20 janvier 2021                               | Républicain | Donald Trump (2017-2021)   |
|                 | Mike Donilon           | Mike Donilon (en) (né en 1959)            | 20 janvier 2021 – 23 janvier 2024                           | Démocrate   | Joe Biden (2021-2025)      |
|                 | Anita Dunn             | Anita Dunn (née en 1958)                  | 20 janvier 2021 – 12 août 2021 5 mai 2022 – 31 juillet 2024 | Démocrate   | Joe Biden (2021-2025)      |
|                 | Cedric Richmond        | Cedric Richmond (né en 1973)              | 20 janvier 2021 – 18 mai 2022                               | Démocrate   | Joe Biden (2021-2025)      |
|                 | Gene Sperling          | Gene Sperling (en) (né en 1958)           | 15 mars 2021 – 20 janvier 2025                              | Démocrate   | Joe Biden (2021-2025)      |
|                 | Neera Tanden           | Neera Tanden (née en 1970)                | 17 mai 2021 – 25 mai 2023                                   | Démocrate   | Joe Biden (2021-2025)      |
|                 | Mitch Landrieu         | Mitch Landrieu (né en 1960)               | 15 novembre 2021 – 20 janvier 2025                          | Démocrate   | Joe Biden (2021-2025)      |
|                 | Julie Chavez Rodriguez | Julie Chávez Rodriguez (en) (née en 1979) | 15 juin 2022 – 16 mai 2023                                  | Démocrate   | Joe Biden (2021-2025)      |
|                 | Keisha Lance Bottoms   | Keisha Lance Bottoms (née en 1970)        | 1er juillet 2022 – 1er avril 2023                           | Démocrate   | Joe Biden (2021-2025)      |
|                 | John Podesta           | John Podesta (né en 1949)                 | 2 septembre 2022 – 20 janvier 2025                          | Démocrate   | Joe Biden (2021-2025)      |
|                 | Stephen K. Benjamin    | Stephen K. Benjamin (en) (né en 1969)     | 1er avril 2023 – 20 janvier 2025                            | Démocrate   | Joe Biden (2021-2025)      |
|                 | Thomas Perez           | Thomas Perez (né en 1961)                 | 12 juin 2023 – 20 janvier 2025                              | Démocrate   | Joe Biden (2021-2025)      |
|                 | Annie Tomasini         | Annie Tomasini (en) (née en 1979)         | juin 2023 – 20 janvier 2025                                 | Démocrate   | Joe Biden (2021-2025)      |
|                 |                        | Ben LaBolt (en) (né en 1981)              | 8 août 2024 – 20 janvier 2025                               | Démocrate   | Joe Biden (2021-2025)      |
|                 | Karine Jean-Pierre     | Karine Jean-Pierre (née en 1974)          | 7 octobre 2024 – 20 janvier 2025                            | Démocrate   | Joe Biden (2021-2025)      |
|                 | Elon Musk              | Elon Musk (né en 1971)                    | 20 janvier 2025 – 30 mai 2025                               | Républicain | Donald Trump (2025-)       |
|                 | Massad Boulos          | Massad Boulos (né en 1971)                | Depuis le 20 janvier 2025                                   | Républicain | Donald Trump (2025-)       |
|                 | Boris Epshtyen         | Boris Epshtyen (en) (né en 1982)          | Depuis le 20 janvier 2025                                   | Républicain | Donald Trump (2025-)       |